# Sitampiky
Sitampiky är en ort i Madagaskar.   Den ligger i regionen Boenyregionen, i den norra delen av landet, 290 km nordväst om huvudstaden Antananarivo. Sitampiky ligger 100 meter över havet och antalet invånare är 21 000.
Terrängen runt Sitampiky är huvudsakligen platt, men söderut är den kuperad. Sitampiky ligger nere i en dal. Runt Sitampiky är det glesbefolkat, med 12 invånare per kvadratkilometer. Det finns inga andra samhällen i närheten. Omgivningarna runt Sitampiky är huvudsakligen savann.